# Montes Teneriffe
Montes Teneriffe ist eine Berggruppe auf der nördlichen Halbkugel und der erdzugewandten Seite des Mondes. Sie ist nach Teneriffa, einer der Kanarischen Inseln im Atlantischen Ozean benannt. Sie hat einen mittleren Durchmesser von ungefähr 110 Kilometern. Die höchsten Berge sind bis zu 2400 Meter hoch.
Im Gegensatz zu ihren irdischen Namensvettern sind die Teneriffa-Berge des Mondes nicht von einem Ozean umgeben, sondern vom Mare Imbrium, dem Meer des Regens. Sie ragen aus dem nördlichen Abschnitt seiner Basaltebene. Westlich von ihnen erheben sich daraus die Montes Recti und im Südosten der einzelne Mons Pico.